# Pristimantis actites
Espèce
Synonymes
- Eleutherodactylus actites Lynch, 1979

Statut de conservation UICN

 VU D2 : Vulnérable
Pristimantis actites est une espèce d'amphibiens de la famille des Craugastoridae.

## Répartition
Cette espèce est endémique de la province de Cotopaxi en Équateur. Elle se rencontre entre 760 et 2 486 m d'altitude sur le versant Ouest de la cordillère Occidentale.

## Publication originale
- Lynch, 1979 : A new frog species of the Eleutherodactylus fitzingeri group from the Pacific Andean versant in Ecuador. Herpetologica, vol. 35, no 3, p. 228-233.